# Slovaquie aux Jeux olympiques d'été de 2016
La Slovaquie participe aux Jeux olympiques d'été de 2016 à Rio de Janeiro au Brésil du 5 au 21 août 2016. Il s'agit de sa 6e participation à des Jeux olympiques d'été.

## Athlétisme

### Hommes

#### Course
| Athlètes      | Compétitions     | Série         | Série | Demi-finales | Demi-finales | Finale          | Finale        |
| Athlètes      | Compétitions     | Temps         | Rang  | Temps        | Rang         | Temps           | Rang          |
| ------------- | ---------------- | ------------- | ----- | ------------ | ------------ | --------------- | ------------- |
| Jozef Repčík  | 800 mètres       | 1 min 49 s 95 | 6e    | Éliminé      | Éliminé      | Éliminé         | Éliminé       |
| Martin Kučera | 400 mètres haies | 51 s 47       | 7e    | Éliminé      | Éliminé      | Éliminé         | Éliminé       |
| Anton Kucmin  | 20 km marche     | NC            | NC    | NC           | NC           | 1 h 23 min 17 s | 32e           |
| Matej Tóth    | 50 km marche     | NC            | NC    | NC           | NC           | 3 h 40 min 58 s | Médaille d'or |
| Dusan Majdan  | 50 km marche     | NC            | NC    | NC           | NC           | 3 h 58 min 25 s | 26e           |
| Martin Tistan | 50 km marche     | NC            | NC    | NC           | NC           | DSQ             | /             |

#### Concours
| Athlètes        | Compétitions      | Série    | Série | Finale   | Finale  |
| Athlètes        | Compétitions      | Résultat | Rang  | Résultat | Rang    |
| --------------- | ----------------- | -------- | ----- | -------- | ------- |
| Matúš Bubeník   | Saut en hauteur   | 2,17 m   | 35e   | Éliminé  | Éliminé |
| Marcel Lomnický | Lancer du marteau | 74,16 m  | 10e   | 75,97 m  | 5e      |

### Femmes

#### Course
| Athlètes              | Compétitions | Série         | Série | Demi-Finales | Demi-Finales | Finale          | Finale   |
| Athlètes              | Compétitions | Temps         | Rang  | Temps        | Rang         | Temps           | Rang     |
| --------------------- | ------------ | ------------- | ----- | ------------ | ------------ | --------------- | -------- |
| Iveta Putalova        | 400 mètres   | 52 s 82       | 5e    | Éliminée     | Éliminée     | Éliminée        | Éliminée |
| Lucia Hrivnak Klocova | 800 mètres   | 2 min 00 s 57 | 4e    | Éliminé      | Éliminé      | Éliminé         | Éliminé  |
| Katarina Beresova     | Marathon     | NC            | NC    | NC           | NC           | 2 h 50 min 54 s | 107e     |
| Maria Czakova         | 20 km marche | NC            | NC    | NC           | NC           | 1 h 38 min 29 s | 48e      |
| Maria Galikova        | 20 km marche | NC            | NC    | NC           | NC           | 1 h 40 min 35 s | 55e      |

## Canoë-kayak

### Slalom
|                                | Compétition | Éliminatoires | Éliminatoires | Éliminatoires | Éliminatoires | Éliminatoires | Éliminatoires | Demi-finales | Demi-finales | Finale   | Finale                             |
| Course 1                       | Compétition | Rang          | Course 2      | Rang          | Total         | Rang          | Résultat      | Rang         | Résultat     | Rang     |                                    |
| ------------------------------ | ----------- | ------------- | ------------- | ------------- | ------------- | ------------- | ------------- | ------------ | ------------ | -------- | ---------------------------------- |
| Matej Beňuš                    | C1 hommes   | 95 s 05       | 2             | 96 s 78       | 5             | 95 s 05       | 6 Q           | 100 s 68     | 8 Q          | 95 s 02  | Médaille d'argent, Jeux olympiques |
| Ladislav Škantár Peter Škantár | C2 hommes   | 100 s 89      | 1             | 106 s 00      | 3             | 100 s 89      | 1 Q           | 110 s 42     | 6 Q          | 101 s 58 | Médaille d'or, Jeux olympiques     |
| Jakub Grigar                   | K1 hommes   | 89 s 16       | 6             | 87 s 85       | 3             | 87 s 85       | 4 Q           | 88 s 84      | 1 Q          | 89 s 43  | 5                                  |
| Jana Dukátová                  | K1 femmes   | 102 s 25      | 4             | 105 s 87      | 7             | 102 s 25      | 6 Q           | 106 s 59     | 6 Q          | 103 s 86 | 4                                  |

## Cyclisme

### Cyclisme sur route
| Athlète      | Compétition            | Temps           | Rang |
| ------------ | ---------------------- | --------------- | ---- |
| Patrik Tybor | Course en ligne hommes | 6 h 30 min 05 s | 45e  |

### VTT
| Athlète     | Compétition              | Temps | Rang |
| ----------- | ------------------------ | ----- | ---- |
| Peter Sagan | Cross-country VTT hommes |       | 35e  |

## Natation
| Athlète              | Épreuve        | Séries        | Séries | Demi-finales | Demi-finales | Finale   | Finale   |
| Athlète              | Épreuve        | Temps         | Rang   | Temps        | Rang         | Temps    | Rang     |
| -------------------- | -------------- | ------------- | ------ | ------------ | ------------ | -------- | -------- |
| Katarína Listopadová | 100 m papillon | 59 s 57       | 29e    | Éliminée     | Éliminée     | Éliminée | Éliminée |
| Katarína Listopadová | 100 m dos      | 1 min 01 s 43 | 22e    | Éliminée     | Éliminée     | Éliminée | Éliminée |

| Athlète         | Épreuve       | Séries        | Séries | Demi-finales | Demi-finales | Finale  | Finale  |
| Athlète         | Épreuve       | Temps         | Rang   | Temps        | Rang         | Temps   | Rang    |
| --------------- | ------------- | ------------- | ------ | ------------ | ------------ | ------- | ------- |
| Richard Nagy    | 400 m 4 nages | 4 min 13 s 87 | 9e     | NC           | NC           | Éliminé | Éliminé |
| Tomáš Klobučník | 100 m brasse  | 1 min 02 s 93 | 42e    | Éliminé      | Éliminé      | Éliminé | Éliminé |

## Tir à l'arc
| Athlète           | Compétition       | Tour préliminaire | Tour préliminaire | 1er tour               | 2e tour                  | 3e tour          | Quarts de finale | Demi-finales     | Finale           | Finale |
| Athlète           | Compétition       | Score             | Rang              | Adversaire Score       | Adversaire Score         | Adversaire Score | Adversaire Score | Adversaire Score | Adversaire Score | Rang   |
| ----------------- | ----------------- | ----------------- | ----------------- | ---------------------- | ------------------------ | ---------------- | ---------------- | ---------------- | ---------------- | ------ |
| Boris Baláž       | Individuel hommes | 631 pts           | 59e               | Battu par Ku (6) 0 - 6 | NC                       | NC               | NC               | NC               | NC               | 33e    |
| Alexandra Longova | Individuel femmes | 640 pts           | 22e               | Bat Majhi (43) 7 - 1   | Battue par Qi (11) 0 - 6 | NC               | NC               | NC               | NC               | 17e    |